# إدغار روزنبرغ
إدغار روزنبرغ (بالإنجليزية: Edgar Rosenberg؛ بالألمانية: Edgar Rosenberg) هو منتج أفلام أمريكي وألماني، ولد في 1924 في بريمرهافن في ألمانيا، وتوفي في 14 أغسطس 1987 في فيلادلفيا في الولايات المتحدة بسبب جرعة زائدة.

## وصلات خارجية
- إدغار روزنبرغ على موقع IMDb (الإنجليزية)
- إدغار روزنبرغ على موقع قاعدة بيانات برودواي على الإنترنت (الإنجليزية)
- إدغار روزنبرغ على موقع ديسكوغز (الإنجليزية)
- إدغار روزنبرغ على موقع قاعدة بيانات الفيلم (الإنجليزية)